# Soldàtskoie (Gorxétxnoie)
|  | Per a altres significats, vegeu «Soldàtskoie». |

Soldàtskoie (en rus: Солдатское) és un poble de l'óblast de Kursk, a Rússia, que en el cens del 2010 tenia 307 habitants. Pertany al districte rural de Gorxétxnoie.